# دوره هادرون
در کیهان‌شناسی فیزیکی، دوره هادرون بازه‌ای زمانی در تکامل اولیه جهان است که در آن جرم جهان غالباً از هادرون تشکیل شده‌بود. این دوره تقریباً -۶۱۰ ثانیه پس از مه‌بانگ و در شرایطی آغاز شد که دما به قدری پایین آمده بود که به کوارکهای دوره قبلی (دوره کوارک) اجازه پیوند با یکدیگر و تشکیل هادرون‌ها را می‌داد. در ابتدا دما به اندازه کافی بالا بود که اجازه تشکیل جفتهای هادرون-ضد هادرون را می‌داد که تعادل گرمایی بین ماده و ضدماده حفظ می‌شد. هر چند که با ادامه کاهش دمای جهان دیگر جفتهای هادرون-ضد هادرون تشکیل نمی‌شدند و بیشتر هادرون‌ها و ضد هادرون‌ها در واکنشهای نابودسازی از بین رفتند و تنها بخش کوچکی از هادرون‌ها باقی ماند. نابودسازی ضدهادرون‌ها تا ۱ ثانیه پس از مهبانگ کامل شد و پس از آن دوره لپتون آغاز شد.